# Clarence Town
Clarence Town – miasto na Bahamach; na wyspie Long Island; 1783 mieszkańców (2013). Dziesiąte co do wielkości miasto kraju.